# Hookeria irrorata
Hookeria irrorata là một loài Rêu trong họ Hookeriaceae. Loài này được Müll. Hal. mô tả khoa học đầu tiên năm 1895.